# Kazimierz Parzyszek
Kazimierz Parzyszek (ur. 20 kwietnia 1937 w Garwolinie, zm. 16 lutego 1983 w North Tonawanda, stan Nowy Jork, USA) – polski duchowny katolicki, pallotyn, filozof i popularyzator teologii.

## Życiorys
Do stowarzyszenia pallotynów wstąpił w 1953, nowicjat odbywając w Ząbkowicach Śląskich, a nauki gimnazjalne pobierając w Collegium Marianum w Wadowicach na Kopcu. W Wadowicach i Ząbkowicach Śląskich uzyskał przygotowanie filozoficzne, w Ołtarzewie teologiczne; święcenia kapłańskie otrzymał 17 czerwca 1962 w Ołtarzewie z rąk biskupa Zygmunta Choromańskiego. Po odbyciu roku pastoralnego w Ołtarzewie został skierowany na placówkę pallotyńską do Częstochowy; w 1964 rozpoczął studia z teologii pastoralnej na Katolickim Uniwersytecie Lubelskim, zakończone dyplomem licencjata.
W czerwcu 1966 wyjechał do pracy w pallotyńskiej Regii Miłosierdzia Bożego we Francji. W latach 1968–1974 kontynuował studia na Uniwersytecie Katolickim w Lowanium, uzyskując tamże doktorat w zakresie filozofii chrześcijańskiej. Po powrocie do Polski w 1976 wykładał filozofię w seminarium ołtarzewskim oraz prowadził w seminarium lektorat języka francuskiego. W 1978 ponownie wyjechał do pracy zagranicznej, tym razem w USA; zajmował się pracą duszpasterską w polskiej parafii w Manville (stan New Jersey) oraz przygotowywał habilitację (na przeszkodzie dalszej pracy naukowej stanął jednak stan zdrowia, w tym przebyty zawał serca). W 1981 zastąpił ks. Franciszka Cegiełkę w obowiązkach rektora domu pallotyńskiego w North Tonawanda i delegata prowincjała na terytorium USA. Zmarł w lutym 1983 w North Tonawanda, pochowany został w Manville.
Bibliografia artykułów ks. Parzyszka liczy 23 pozycje, z czego większość ogłosił na łamach seminaryjnego pisma „Nasz Prąd” (m.in. Maryjna liturgia Adwentu, nr 3, 1958; Krótka historia X Kapituły Generalnej, nr 2, 1958; Niepokalana w literaturze współczesnej, nr 5, 1959; Polskie kolędy, nr 6, 1959; Człowiek w planie Bożym, nr 5, 1960; Dookoła Warmii i Mazur, nr 1, 1960; Kapłaństwo w świetle nauki św. Tomasza, nr 12, 1961; Świeccy w Kościele, nr 1, 1962; Wokół liturgii, nr 10, 1962). Kilka artykułów opublikował w piśmie „Collectanea Theologica” (Konsultacja światowego laikatu w świetle oficjalnej dokumentacji, nr 3, 1977; W kierunku chrześcijańskiego życia wspólnotowego, nr 4, 1978). Ponadto był autorem relacji z pracy duszpasterskiej w USA (List z Ameryki, „Biuletyn Delegatury Stowarzyszenia Apostolstwa Katolickiego”, nr 24, 1982; List z USA, „Biuletyn Delegatury Stowarzyszenia Apostolstwa Katolickiego”, nr 21, 1982; Działalność wspólnoty pallotyńskiej w North Tonawanda, „Wiadomości Polskiej Prowincji Stowarzyszenia Apostolstwa Katolickiego”, nr 2, 1983).